# Hetényi János (lelkész)

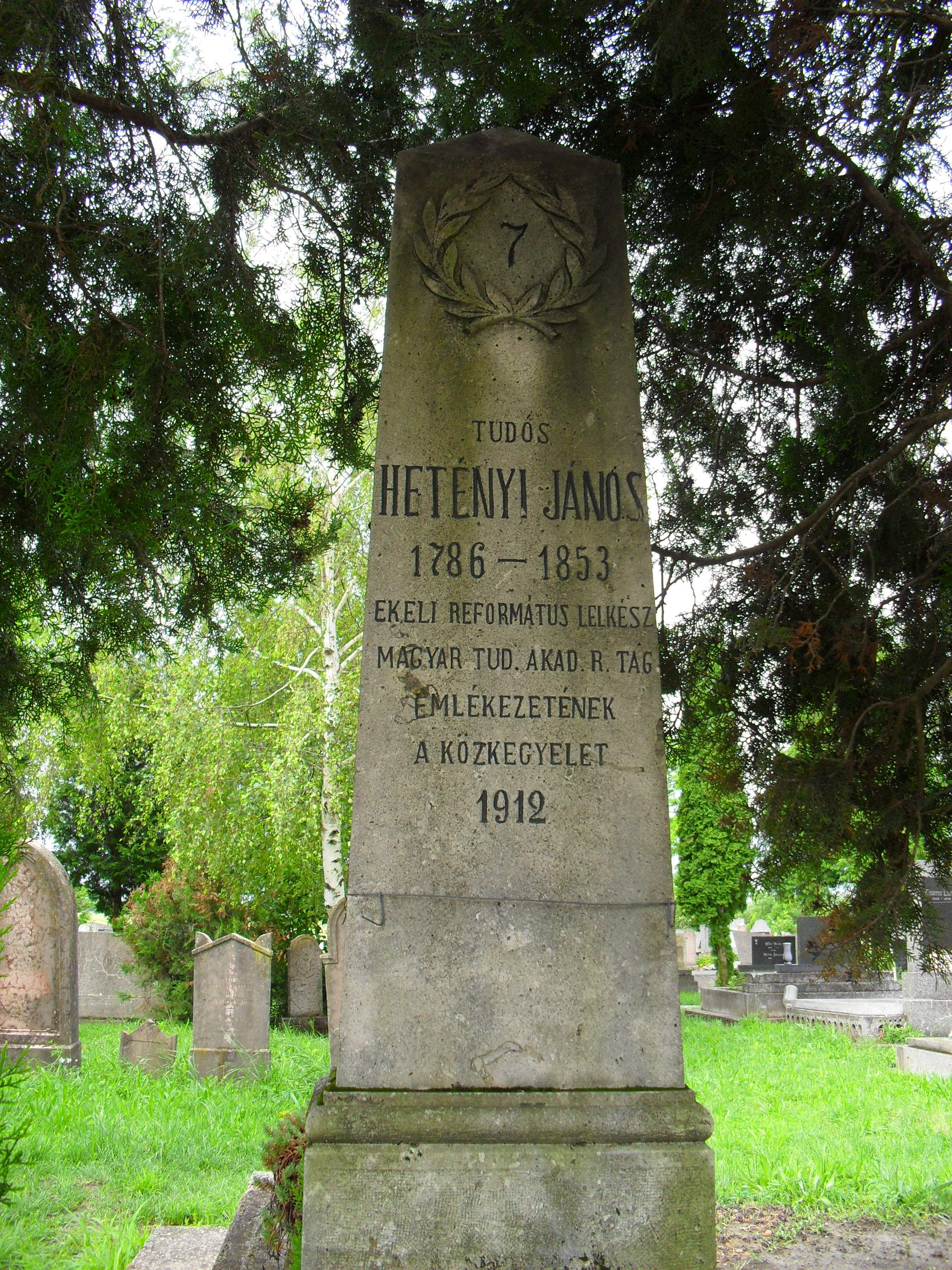
Hetényi János síremléke az ekeli temetőben

Hetényi János (Ekel, 1786. július 26. – Ekel, 1853. július 26.) református lelkész, az MTA rendes tagja (levelező: 1836, vidéki rendes: 1840).

## Élete
Apja szintén református lelkész volt. Komáromban és Pozsonyban tanult. 1802-ben a debreceni collegiumba ment ahol bölcseleti és teológiai tanulmányait végezte. 1811-ben tanító és főiskolai ellenőr és senior lett, majd a komáromi iskolába hívták tanárnak, de azt elutasította. A napoleoni háborúk miatt kénytelen volt másfél évig atyja házánál folytatni tanulmányait. 1814 elején Göttingenbe ment, ahol Karl Friedrich Stäudlinnél teológiát hallgatott és Thomas Christian Tychsennél magánórákat vett az ázsiai vallások filozófiájából. Johann Gottfried Eichhorntól bölcseletet, Johann Friedrich Blumenbachtól a fiziológiát tanulta.
Mivel atyja halála után, annak helyébe Ekelen lelkésznek választották, megrövidítette tervelt utazását és Alsó-Németországon át Bécsbe ment, ahol az udvari könyvtárban két hónapot töltött el. Teológiai tanulmányai mellett bölcseleti, történelmi és anthropologiai tanulmányokat is folytatott. 1823-ban a bécsi protestáns hittani intézetnél a dogmatika professzorává nevezték ki, ahol szivesen maradt volna, de időközben a Bécsben tanuló protestáns ifjak csekély száma miatt a hivatalt felfüggesztették. Ezen tanszékre készülvén, kidolgozta a keresztény hittudományt, saját filozófiai rendszere, a harmonisztika elvei szerint, amely munka azonban kéziratban maradt. A dunántuli egyházkerület jegyzője és Komárom vármegye táblabírája is volt. Az Akadémián 1855-ben Toldy Ferenc tartott felette gyászbeszédet.

## Művei
- Honi városaink befolyásáról nemzetünk kifejlődésére és csinosbulására. Buda, 1841. (Történettudományi pályamunkák I.)
- A Pesten felállítandó protestáns főiskolai tanítás rendtervezete. Kecskemét, 1843. (A Pesten felállítandó protestáns főiskola tanítási rendszerét tárgyazó pályamunkák I.)
- Sarolta és Adalbert. Budapest, 1844.
- A lélektudománynak nevelési fontosságáról. Pest, 1844. (Philosophiai pályamunka II.)
- Robot és dézma erkölcsi és anyagi, mező- és státusgazdasági tekintetben. Három koszoruzott pályamunka, előidézve és kiadva németujvári gróf Batthyány Kázmér nagylelküsége s korszerű gondoskodása által. Pest, 1845. Első jutalommal koszoruzott pályamunka. 1-176. old. Online
- Erdélynek remélhető anyagi kifejlése a földbirtoki viszonyok czélszeresb rendezése által. Kolozsvár, 1847. (Ism. Erdélyi Hiradó 241)
- A magyar Parthenon előcsarnokai. Pest, 1853.

### Kéziratai
- Haza temploma, polgári erkölcstani munka 1837 és Magyarhoni régi várszerkezetről (a m. n. múzeumban)
- Szépélettan, vagy az egyezményes-harmonisticai rendszerre épített felsőbb philosophia 1834.
- A lélektudomány befolyása a nevelésre (a m. tudom. Akadémia által kitűzött jutalomkérdésére 1836-ban bemutatott, megkoszorúzott, de ki nem nyomathatott pályairat)
- Honi városainknak nemzeti fejlődésünkre és csinosbulásunkra befolyásuk, 1837-ben a történetosztályi jutalmat nyert pályamunka
- A világistenelés oknyomozó történetirása (1839-ben ismét pályakoszoruzott munka)
- Miként kell tekintenünk a m. académiánkat
- A keresztyénség legszebb polgári érdemkoszorúja
- Hazánk régi várszerkezete (1840-ben koszorúzott pályamunka)
- 1847-ben a Kisfaludy-társasághoz, ennek jutalomtételére benyújtott, de későn érkezett Magyar mythologia s Egyházi beszédek.

## Emléke
- 1913 Hetényi Emlékünnep.[1]
- Hetényi János alapiskola, Ekel
- Hetényi János Napok